# Елагин, Олег Викторович
Олег Викторович Елагин (род. 25 июня 1982, Куйбышев) — медиахудожник, звукорежиссер, композитор. Работает в области видеоарта и электронной музыки. Лауреат конкурса «Музыка в Антологии» фестиваля MATA 2017 года в Нью-Йорке.
Участник 61го и 63го Международного фестиваля короткометражного кино в Оберхаузене
Пионер блокчейн арта.

## Биография
Учился в Самарский государственный университет путей сообщения в 1999–2004 годах. Квалификация: "Инженер".
С 2000 по 2002 год обучается в Джазовом ансамбле под руководством джазового гитариста Игоря Трегубова.
В 2006 году окончил Независимую школу современного искусства, получившую в итоге название "Независимая школа современного искусства Владимира Логутова" (совместно с Владимиром Логутовым и Светланой Шуваевой).
2005-2007 Инженер аудио-визуальных систем в Renaissance Hotel Samara.
С 2009 по 2015 год работает в самарском Клубе друзей кино «Ракурс». Режиссёр видеоблога Валерия Бондаренко и Михаила Куперберга, менеджер проектов, контент менеджер.
В 2011 году посещает лекции профессора Н.Т.Рымаря по философии искусства и западному романтизму.
В 2014 году получил художественную стипендию для обучения в Германии от Stuttgarter kunstverein e.v. в Штутгарте, в 2018 году — художественную стипендию Европейского Культурного фонда.
В 2010-2014 годах — участник арт-группы «Лаборатория» (совместно с Константином Зацепиным, Владимиром Логутовым, Андреем Сяйлевым, Ильёй Саморуковым , Александром Лашманкиным).
В 2012-2017 годах режиссёр медиа проектов: «Поэты и музы Серебряного века», «Киногид», выходившие в 2012-2021 годах на ГТРК «Губерния». В составе творческой группы с Валерием Бондаренко и Александром Зининым было реализовано более 1500 выпусков.
2009-2015 «Арт-Центр». Менеджер проектов, художник.
С 2009 года организатор и участник независимой медиа-лаборатории, проходящей на островах Самарской Луки и деревне Ширяево. В разные годы участниками были: Алёна Терешко, Константин Зацепин, Владимир Логутов, Илья Саморуков, Александр Зайцев и другие.
Победитель проекта «Принуждение к интерпретации-2» и «Принуждение к интерпретации – 3» в категории «Лучший художник» Ильи Саморукова. Входил в круг Владимира Логутова, совместно с ним является автором видеосерии «No signal» (2008). Являлся участником группы «Лаборатория», совместно с Андреем Сяйлевым и Владимиром Логутовым.
В 2018 Стипендиат художественной резиденции Vyksa Air.
Член Творческого Союза Художников «Солярис».
Живёт и работает в Самаре.

## Выставки

### Персональные выставки
- 2019 — «Вглубь цифровой ночи», Самарский областной художественный музей, Самара, Россия[12]
- 2018 — Персональная выставка «Deep digital dream», художественная резиденция Vyksa Air, Выкса, Россия[13]
- 2016 — «Дополнительность», Самарский литературный музей, Самара
- 2015 — Персональная выставка «Улучшение». В рамках проекта «Волга-Ноль», Государственный центр современного искусства, Самара[14][15]
- 2014 — Персональная выставка «Pan/Crop STD», Stuttgarter kunstverein e.v., Штуттгарт, Германия
- 2014 — «Ночь искусств», Самарский литературный музей, Самара
- 2013 — Выставка «Искусство против географии», Пермский музей современного искусства PERMM
- 2013 — «Найденное», Государственный центр современного искусства, Москва
- 2013 — Персональная выставка «Присутствие отсутствия», Галерея «Светлана», Москва
- 2013 — "Ничего подобного" (в рамках V Московской биеннале современного искусства), Музей Москвы, Москва
- 2013 — Персональная выставка «Без живописи», «Арт-центр», Самара[6]
- 2012 — «Течения. Самарский авангард 1960-2012», Музей им. Алабина, Самара
- 2012 — 5-й Международный фестиваль видеоарта в городской среде OUTVIDEO 2012, Екатеринбург
- 2012 — 13-й Международный фестиваль сверхкороткого фильма ESF, Москва
- 2012 — Кинофестиваль LIQUIDITY. Изображения, миграции и тела. Барселона, Испания
- 2012 — Международный фестиваль цифрового искусства «File», Сан-Паулу, Бразилия
- 2012 — “Кино: New Device”, Государственный центр современного искусства, Москва
- 2012 — "2012. Новые обстоятельства", Уральский филиал Государственного Центра современного искусства, Екатеринбург
- 2011 — «Вне земли», галерея «Новое пространство», Самара
- 2011 — VII Международная Ширяевская биеннале современного искусства «Чужестранцы: между Европой и Азией», Самара
- 2011 — «Вариации на тему» в рамках кинофестиваля «Кинотавр», Сочи
- 2010 — Выставка «Предельно/Конкретно (Новый канон)», Пермский музей современного искусства PERMM, Пермь
- 2010 — «План действий» , ЦСИ Винзавод, Москва* 2010 – Четвертый фестиваль кибернетического искусства «Киберфест», Арт-Холл «Poligraf», Санкт-Петербург
- 2010 — "История российского видеоарта. Том 3" , ММСИ, Москва
- 2010 — «Золото для народа», «Арт-центр», Самара
- 2010 — «Дезориентация», «Арт-центр», Самара
- 2009 — «Видеоформат [линейность]», Государственный центр современного искусства, Москва
- 2009 — «Захват», галерея «Виктория», Самара
- 2009 — «Брак», галерея «М’АРС», Москва
- 2008 — Видео фестиваль «Арт-Провинция», Государственный центр современного искусства, Москва
- 2008 — Фестиваль фестиваль видеопоэзии «ЗРЯ!», Центральный дом художника (ЦДХ), Москва* 2008 – фестиваль спонтанного кино «Белый квадрат-3», Самара
- 2008-2010 — «Принуждение к интерпретации -1, 2, 3», Самара
- 2006 — Фестиваль действительного кино «КИНОТЕАТР.DOC», Москва

### Коллективные выставки
2020
- «Променад», Рихтер, Москва
- Ярмарка современного искусства «Cosmoscow», Гостинный Двор, Москва
- Международный фестиваль цифрового видео-арта «Pixels Fest», Ельцин-центр, Екатеринбург
- «Подготовленные среды», Электромузей, Москва[16]
- «Невозможные путешествия в Нидерландах, России и Персии тогда и сейчас», Музей Москвы, Москва[17]

2019
- «Невозможные путешествия в Нидерландах, России и Персии тогда и сейчас», Галерея «Cargo in context», Амстердам, Нидерланды[18]
- V Международный фестиваль медиаискусства — «101. Невидимые связи», Санкт-Петербург[19]
- «Вторжение», Самарский литературно-мемориальный музей им. М. Горького, Самара

2018
- «Безумие Волги», галерея «Виктория», Самара[20]
- «Электрическая Россия», галерея «Виктория», Самара
- «Портал – визуальное исследование», художественное пространство «Lothringer13[нем.]», Мюнхен, Германия[21]
- Международный фестиваль цифрового искусства и новых медиа «File», Сан-Паулу, Бразилия

2017
- Ретроспектива видеопрограмм, показанных на фестивале «Киберфест» в 2012–2015 годах, Эрмитаж Главный штаб, Санкт-Петербург[22]
- «Музыка в Антологии», Фестиваль MATA, Нью-Йорк, США

2016
- Выставка номинантов «Премии в области современного искусства им. Сергея Курёхина», Санкт-Петербург
- «Антимузей. Часть 2», Электромузей, Москва
- Проект «Чепуха», ЦСИ Винзавод, Москва
- Выставка российского видео-арта UNTITLEology, Киноцентр “Октябрь”, Москва
- «Открытые системы», галерея «Виктория», Самара, Музей современного искусства «Гараж», Москва

2015
- 61й Международный кинофестиваль короткометражного кино в Оберхаузене, Оберхаузен, Германия[23]
- Международный фестиваль цифрового искусства и новых медиа «File» , Сан-Паулу, Бразилия
- Программа Видеоарта в рамках 9-го ежегодного международного фестиваля медиаискусства «Киберфест», Богота, Колумбия, Санкт-Петербург

2014
- «Не музей. Лаборатория эстетических подозрений» (в рамках Международной биеннале современного искусства «Манифеста 10»), Арт-пространство «Новая индустрия», Санкт-Петербург

2013
- «По-московскому времени», галерея «Виктория», Самара
- «Экран: между Европой и Азией. Вчерашние странники сегодня стали туристами?» (в рамках VIII Международной Ширяевской биеннале современного искусства), галерея «Виктория», Самара

2012
- X Международный кинофестиваль «Меридианы Тихого», Владивосток

2011
- «Связь с космосом», галерея «Новое пространство», Самара
- IX Красноярская международная музейная биеннале «Во глубине», Красноярск
- «Современная абстракция – разрушенный гештальт», галерея «Новое пространство», Самара
- «Туман», галерея «XI комнат», Самара
- «Темный лес», галерея «XI комнат», Самара

## Фильмография
- 2004 — «Made in Куйбышев» - композитор[23]
- 2012 — На дне (Na dne) [экспериментальный][24] режиссёр

## Награды
- 2017 — Лауреат конкурса «Музыка в Антологии», фестиваль «MATA», Нью-Йорк, США
- 2015 — Номинант «Премии в области современного искусства им. Сергея Курёхина», Санкт-Петербург

## Избранные тексты
1. Зацепин К. А. Логутов В., Саморуков И., Сяйлев А., Лашманкин А., Елагин О. Производство контекста. Опыты уплотнения среды // Художественный журнал. — 2013. — № 89.

## Критика
Одна из основных тем О. Елагина – рефлексия предельно дегуманизированного искусства, созданного с помощью цифровых технологий. Каким образом подобное искусство конструирует предметность, какие сбои возможны в его восприятии зрителем, наряду с экспериментами с внутренней структурой и фактурой медиа-искусства - основные вопросы, интересующие автора. Проблематика ошибки, шума иногда сочетается в его практиках с игровым началом (например, в видео «На дне»). - Константин Зацепин